# Джої Верман
Йоганнес Корнеліс Марія Верман (нід. Johannes Cornelis Maria Veerman, нар. 19 листопада 1998, Пюрмеренд, Нідерланди) — нідерландський футболіст, півзахисник клубу ПСВ.

## Ігрова кар'єра

### Клубна
Є вихованцем клубу «Волендам», де з 2005 року виступав у молодіжній команді. У вересні 2016 року футболіст зіграв свою першу гру в основі Еерстедивізі. Після чотирьох сезонів у клубі Веерман перейшов до клубу Ередивізі «Геренвен» і 31 серпня дебютував в елітному дивізіоні чемпіонату Нідерландів.
У січні 2022 року перейшов до клубу ПСВ, з яким підписав контракт на 4,5 роки. Вже в дебютному сезоні за новий клуб Веерман став переможцем Кубку та Суперкубку Нідерландів. Також у складі ПСВ футболіст брав участь у всіх клубних єврокубкових турнірах.

### Збірна
У 2016 рокці провів одну гру у складі юнацької збірно Нідерландів (U-19).

## Досягнення
ПСВ
- Володар Кубка Нідерландів: 2021/22, 2022/23
- Володар Суперкубка Нідерландів: 2022, 2023, 2025
- Чемпіон Нідерландів: 2023/24, 2024/25

Особисті досягнення
- Гравець місяця Ередивізі: серпень 2024[6]
- Команда місяця Ередивіз: квітень 2024[7]